# Charta (kommun)
Charta är en kommun i Colombia.   Den ligger i departementet Santander, i den norra delen av landet, 300 km norr om huvudstaden Bogotá. Antalet invånare är 3 142.